# غاريسون هارست
غاريسون هارست (بالإنجليزية: Garrison Hearst)‏ هو لاعب كرة قدم أمريكية أمريكي، ولد في 4 يناير 1971 في لينكولنتون في الولايات المتحدة.

## وصلات خارجية
- غاريسون هارست على موقع مرجع كرة القدم المحترفة.كوم (الإنجليزية)
- غاريسون هارست على موقع قاعة جورجيا للمشاهير الرياضية (مؤرشف) (الإنجليزية)